# Al-Qahtaniyya (Sindschar)
Al-Qahtaniyya (arabisch القحطانية, DMG al-Qaḥṭānīya) oder Til Ezer (auch Giruzer, kurmandschi Tîl Êzêr) ist ein jesidisches Dorf im Norden des Iraks. Es liegt im Distrikt Sindschar, südlich des Sindschar-Gebirges und etwa 18 km südwestlich der gleichnamigen Hauptstadt des Distriktes im Gouvernement Ninawa. Der Ort gehört zu den umstrittenen Gebieten des Nordiraks. Internationale Bekanntheit erlangte der Ort durch den Anschlag von Sindschar am 14. August 2007.

## Geschichte
Al-Qahtaniyya (Til Ezer) ist ein sogenanntes „Modelldorf“ (auch muǧammaʿāt genannt) und wurde zwischen 1965 und den 1970er Jahren gegründet. Für die Ansiedlung der Jesiden wurden andere jesidische Dörfer entvölkert. Im Jahr 1965 beschloss die damalige irakische Regierung die jesidischen Dörfer des Dschabal Sindschar zu zerstören und die Bewohner zur Umsiedlung zu zwingen. Die ca. 400 jesidischen Dörfer des Dschabal Sindschar wurden teilweise mit Bulldozern platt gewalzt und die Bewohner vertrieben. Das Baath-Regime bezeichnete diese erzwungenen Umsiedlungsmaßnahmen als Modernisierungsprojekte.
Nach dem Sturz Saddam Husseins 2003 wurde das Dorf von kurdischen Peschmerga-Truppen besetzt, diese flüchteten am 2. August 2014 aus dem Dorf.
Am 14. August 2007 explodierten vier Lastwagen in al-Qahtaniyya und dem Nachbarort Siba Scheich Khidir (al-Jazirah) und töteten 796 Menschen. Al-Qaida bekannte sich zu dem Anschlag.
Am 3. August 2014 besetzten IS-Kämpfer das Dorf; sie übernahmen die totale Kontrolle über die ganze Sindschar-Region und verübten einen Völkermord an den Jesiden.
Am 25. Mai 2017 haben irakische Streitkräfte und jesidische Milizen das Dorf vom IS befreit.